# Renodes moha
Renodes moha är en fjärilsart som beskrevs av Paul Dognin 1897 och som ingår i släktet Renodes. Inga underarter finns listade.